# Stefano Maderno
Pour les articles homonymes, voir Maderno.
Stefano Maderno (Bissone en Lombardie, maintenant au Tessin, 1576 – Rome, 17 septembre 1636) est un sculpteur italien du début du XVIIe siècle.

## Biographie
À Rome, Maderno exécuta de nombreuses sculptures reproduisant les canons antiques et sa production représente le passage entre le maniérisme et le baroque.
Son chef-d'œuvre est  la figure en marbre blanc de sainte Cécile qui reproduit fidèlement la position du corps retrouvé de la martyre pendant les fouilles de restauration de l'église de Santa Cecilia en Trastevere en 1599, où il est conservé encore aujourd'hui.
Cette réalisation lui valut son élection à Accademia di San Luca en 1607 et accrut sa réputation.
Son talent éclipsé par celui du Bernin, Maderno renonça à son art et devint douanier.

## Œuvres
- Le Martyre de sainte Cécile (1600), église Sainte-Cécile-du-Trastevere, Rome.

Le peintre américain Kehinde Wiley s'inspire de l'œuvre de Maderno pour son tableau The Virgin Martyr St. Cecilia (2008).
- Ange du tombeau de la chapelle Aldobrandini à Santa Maria sopra Minerva,
- la statue d’autel de la chapelle Paoline à Sainte-Marie-Majeure,
- un bas-relief en bronze représentant Le pape Libère traçant sur la neige le plan de l’église,
- un bas-relief en marbre pour le tombeau du pape Paul V dans la même chapelle.
- Statues de marbre :
  - Saint Charles Borromée pour San Lorenzo in Damasó,
  - des statues de La Paix et de La Justice pour l’autel de Santa Maria della Pace (1614).
  - Saint Pierre de la porte du Quirinal.
- Ercole e Caco, terracotta, Ca' d'Oro, Venise,
- Ercole e Anteo, bronze, Civiche Raccolte d'Arte del Castello Sforzesco, Milan.

## Sources
- (it) Cet article est partiellement ou en totalité issu de l’article de Wikipédia en italien intitulé « Stefano Maderno » (voir la liste des auteurs).